# Locomotiva Thomas și prietenii săi (sezonul 8)
Locomotiva Thomas și prietenii săi este o serie de televiziune bazată pe Seria Căilor Ferate scrisă de Wilbert Awdry, în care ne este prezentată viața unui grup de locomotive și vehicule cu trăsături umane, ce trăiesc pe Insula Sodor.
Acest articol se referă la Sezonul 8. A fost produs în anul 2004 de HIT Entertainment. În 2003 Britt Allcroft deja își vându-se toate drepturile.

## Difuzare în România
Acest sezon a fost difuzat pe postul TV MiniMax și pe JimJam, a fost dublat în limba română de Daniel Vulcu.
Sezonul a fost lansat de asemenea și pe 5 DVD-uri.

## Sezonul 8
| #   | #  | Titlu Original                   | Titlu Română                      |
| --- | -- | -------------------------------- | --------------------------------- |
| 183 | 1  | Thomas and the Tuba              | Thomas și Tuba                    |
| 184 | 2  | Percy's New Whistle              | Fluierul Cel Nou al lui Percy     |
| 185 | 3  | Thomas to the Rescue             | Thomas Sare în Ajutor             |
| 186 | 4  | Henry and the Wishing Tree       | Thomas și Copacul Dorințelor      |
| 187 | 5  | James Gets a New Coat            | James Are Vopsea Nouă             |
| 188 | 6  | Thomas Saves the Day             | Thomas Salvatorul                 |
| 189 | 7  | Percy's Big Mistake              | Greșeală lui Percy                |
| 190 | 8  | Thomas, Emily and the Snowplough | Thomas, Emily și Plugul de Zăpadă |
| 191 | 9  | Don't Tell Thomas                | Să Nu Alfe Thomas!                |
| 192 | 10 | Emily's New Route                | Nouă Ruta a lui Emily             |
| 193 | 11 | Thomas and the Firework Display  | Focul de Artificii                |
| 194 | 12 | Gordon Takes Charge              | Gordon Preia Comanda              |
| 195 | 13 | Spic and Span                    | Lună și Bec                       |
| 196 | 14 | Edward the Great                 | Edward cel Mare                   |
| 197 | 15 | Squeak, Rattle and Roll          | Scârțâind și Zdrăngănind pe Șine  |
| 198 | 16 | Thomas and the Circus            | Thomas și Circul                  |
| 199 | 17 | Thomas Gets it Right             | Thomas Îndreaptă Lucrurile        |
| 200 | 18 | As Good as Gordon                | La Fel de Bună ca Gordon          |
| 201 | 19 | Fish                             | Peștele                           |
| 202 | 20 | Emily's Adventure                | Aventura lui Emily                |
| 203 | 21 | Halloween                        | Halloween                         |
| 204 | 22 | You Can Do It, Toby!             | Poți să O Faci, Toby!             |
| 205 | 23 | Chickens to School               | Puii la Școală                    |
| 206 | 24 | James Goes Too Far               | James Merge Prea Departe          |
| 207 | 25 | Too Hot for Thomas               | Prea Cald Pentru Thomas           |
| 208 | 26 | Percy and the Magic Carpet       | Percy și Covorul Magic            |